# 明潭發電廠鉅工分廠

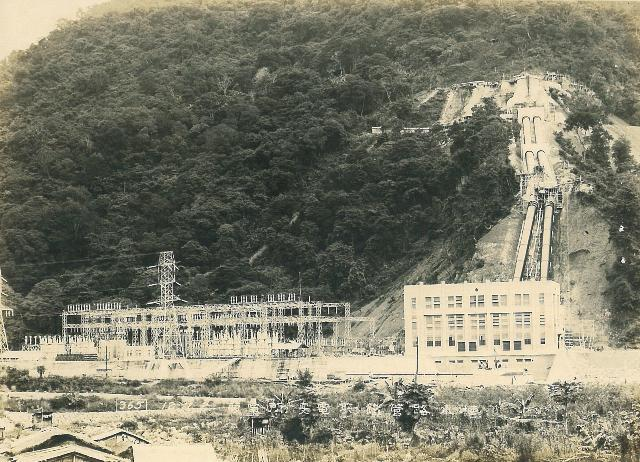
1937年（昭和12年）8月26日，臺灣日日新報新聞『日月潭第二發電所竣工 通水運轉9月初旬』

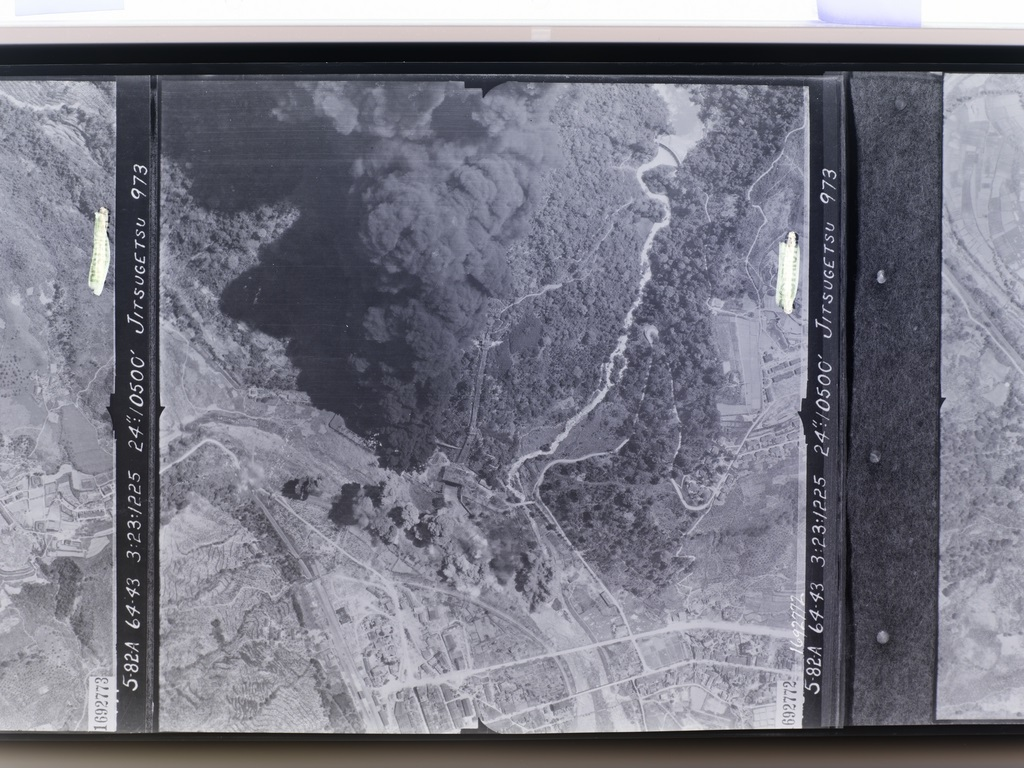
1945年3月23日美軍對日月潭第二發電所投下炸彈後，炸彈命中變電設施，冒出濃濃黑煙。

孫運璿（右四穿西裝者）與當時負責修復日月潭第二發電所的工程人員合影，攝於開關場。

明潭發電廠鉅工分廠，又稱為鉅工發電廠、鉅工電廠或水裏坑發電所，是臺灣一座水力發電廠，由台灣電力公司明潭發電廠管理，位於南投縣水里鄉鉅工村，水里溪與銃櫃溪匯流處，於1937年完工啟用，當時稱為日月潭第二發電所，是濁水溪流域日月潭地區水力發電系統中重要的發電廠之一。

## 沿革

### 日治時期
日月潭第一發電所（門牌潭發電所）是日月潭水力發電工程之一，於1934年（昭和9年）6月完工發電，並更名為「日月潭第一發電所」，總裝置容量為十萬千瓦（110MW）。興建門牌潭發電所後，又因為電力使用不足故又增加第二期工程，於水里溪下游再利用門牌潭發電所的尾水來發電，落差140公尺，裝置容量為四萬三千瓩的電量，此座發電所為「水裏坑發電所」，於1935年（昭和10年）12月興工，完工後稱為「日月潭第二發電所」。1945年二次大戰末期，作為台灣發電心臟的日月潭第一發電所及日月潭第二發電所皆遭到盟軍（美軍）兩次大規模有計劃之空襲轟炸，屋外變電所、變壓器、壓力鋼管、開關廠等設備均遭炸毀，受到嚴重破壞，發電完全停頓。

### 省政府時期
戰後國民政府來台，1946年（民國35年）台灣電力株式會社改組成台灣電力公司，並將日月潭第一及第二發電所修復。1946年10月，蔣中正與蔣宋美齡視察日月潭電力設備，門牌潭發電所由蔣中正賜名為「大觀」，是為現在的大觀發電廠一廠，而蔣宋美齡則將日月潭第二發電所親題為「鉅工」，故日月潭第二發電所改名為「鉅工發電廠」。1947年恢復發電容量至35,000瓩，1950年更換主變壓器後提高發電容量至原本的43,500瓩。大觀發電廠與鉅工發電廠兩座電廠修復後，成為國民政府遷台初期全台供電的主力。
1981年，台電公司開始興建「明湖抽蓄水力發電廠」，1985年8月，明湖發電廠完工商轉，並交由大觀發電廠營運，稱為「大觀二廠」，原本慣常式水力發電的「日月潭第一發電所」則稱為「大觀發電廠一廠」，簡稱為「大觀一廠」。

### 現今
為了精簡組織，1999年3月24日，台電將鉅工、北山、濁水等三座發電廠的人力與業務併入明潭發電廠，故鉅工發電廠改制為「明潭發電廠鉅工分廠」。

#### 二坪枝仔冰
鉅工發電廠原本供應興建水壩用的製冰設備，至40年代初期將製冰設備遷移至二坪宿舍後，近年來在鉅工發電廠旁的台電職工福利社「大觀冰店」與「二坪冰店」販賣「二坪枝仔冰」，成為南投水里名產。

## 設施
鉅工發電廠是一座調整池式發電廠，主要利用大觀發電廠一廠發電後的尾水，經過4,409公尺長的引水隧道，與銃櫃溪水匯合後，引入由銃櫃壩攔截後形成的銃櫃調整池蓄水，再由兩條壓力鋼管輸送至鉅工發電廠發電。電廠內設有兩部豎軸法蘭西斯式水輪發電機，每部21.75MW，總裝置容量為4.35萬瓩（43.5MW），年發電量約為1.5億度。

### 機組
| 名稱   | 發電機型號                | 水輪機型號                      | 機組數量 | 發電方式 | 有效落差（公尺） | 單一機組用水量（CMS） | 容量（MW） | 位置         | 商轉日期 | 狀態   |
| ------ | ------------------------- | ------------------------------- | -------- | -------- | ---------------- | --------------------- | ---------- | ------------ | -------- | ------ |
| 一號機 | 德国AEG製交流式同步發電機 | 德国Voith製豎軸法蘭西斯式水輪機 | 1        | 調整池式 | 123.64公尺       | 21CMS                 | 21.8MW     | 南投縣水里鄉 | 1937年   | 商轉中 |
| 二號機 | 德国AEG製交流式同步發電機 | 德国Voith製豎軸法蘭西斯式水輪機 | 1        | 調整池式 | 123.64公尺       | 21CMS                 | 21.8MW     | 南投縣水里鄉 | 1937年   | 商轉中 |

### 管理
- 電廠名稱：明潭發電廠鉅工分廠
- 管理單位：臺灣電力公司明潭發電廠
- 廠內編制：1

### 設施
- 廠房類型：半地下式
- 取水來源：水里溪、銃櫃溪（銃櫃壩）
- 壓力鋼管：兩條

## 文學
賈景德曾作五言律詩《水裏坑發電所》，收入《韜園詩集》：
軋軋機輪轉，高樓水裏坑。流泉千丈落，電力萬方明。水力程功大，民生利用精。倭人遺惠在，作始費經營。

## 圖集

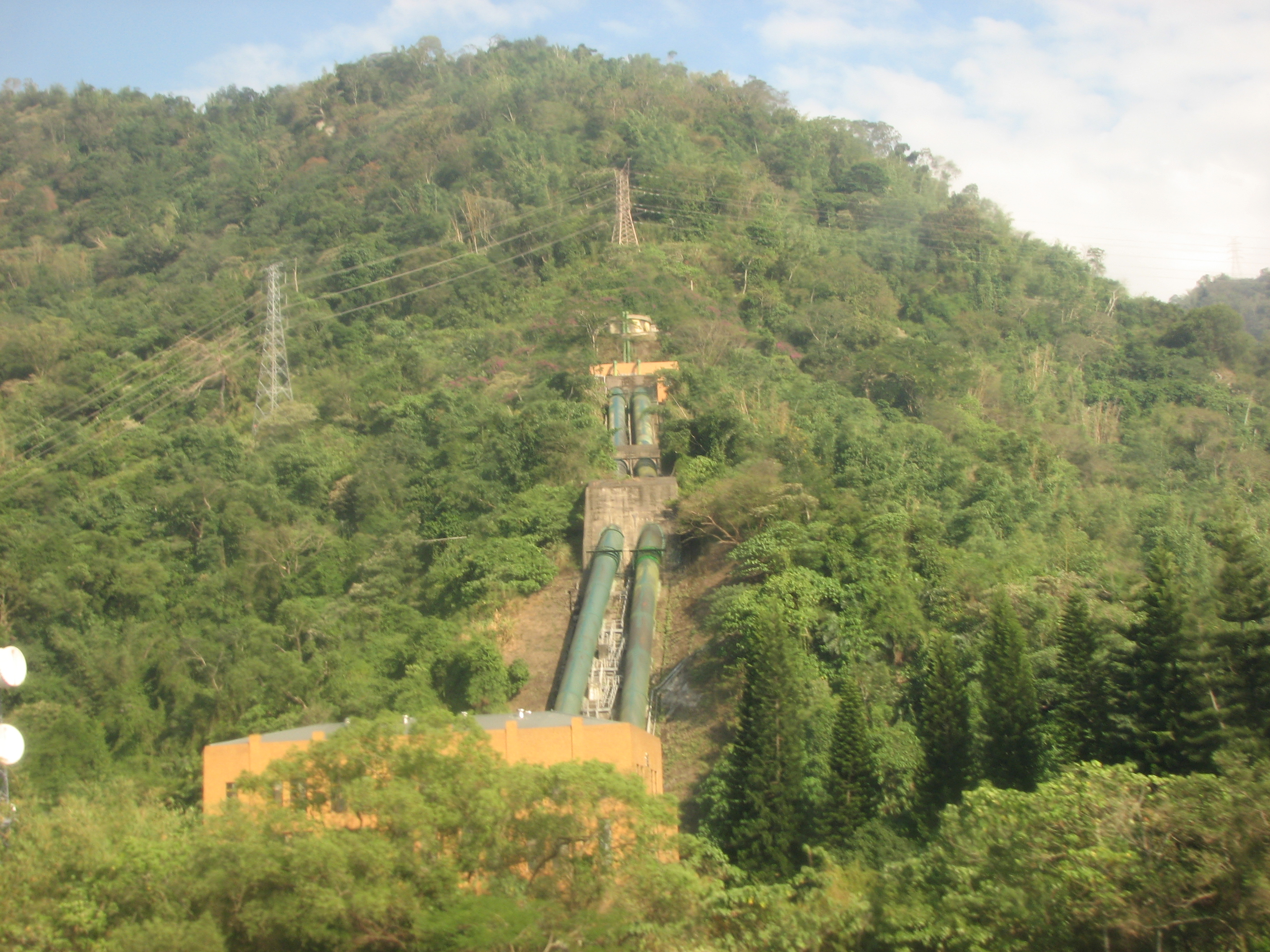
從水里溪對岸遠眺鉅工分廠兩根巨大的壓力鋼管
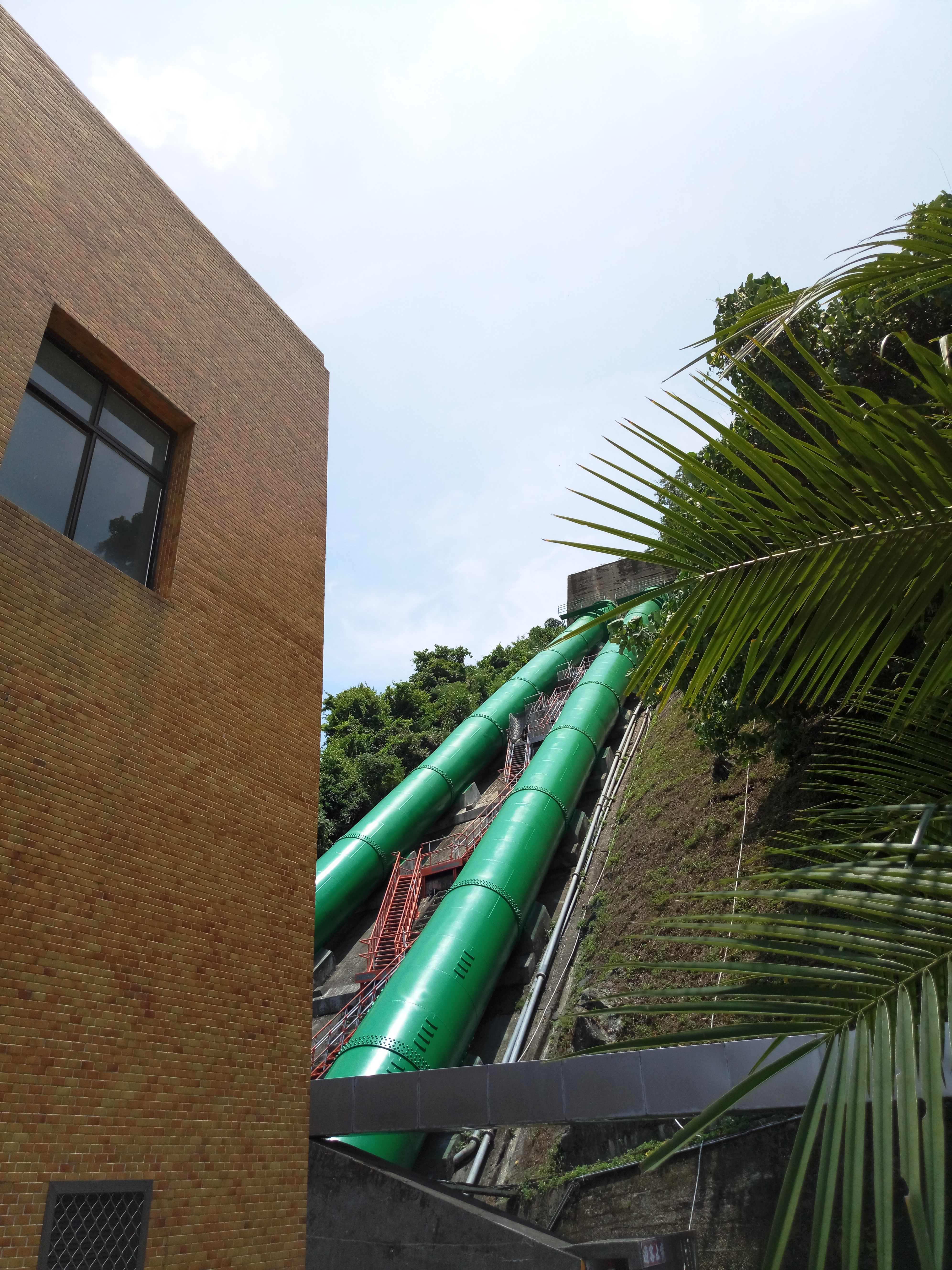
鉅工分廠兩隻壓力鋼管近觀
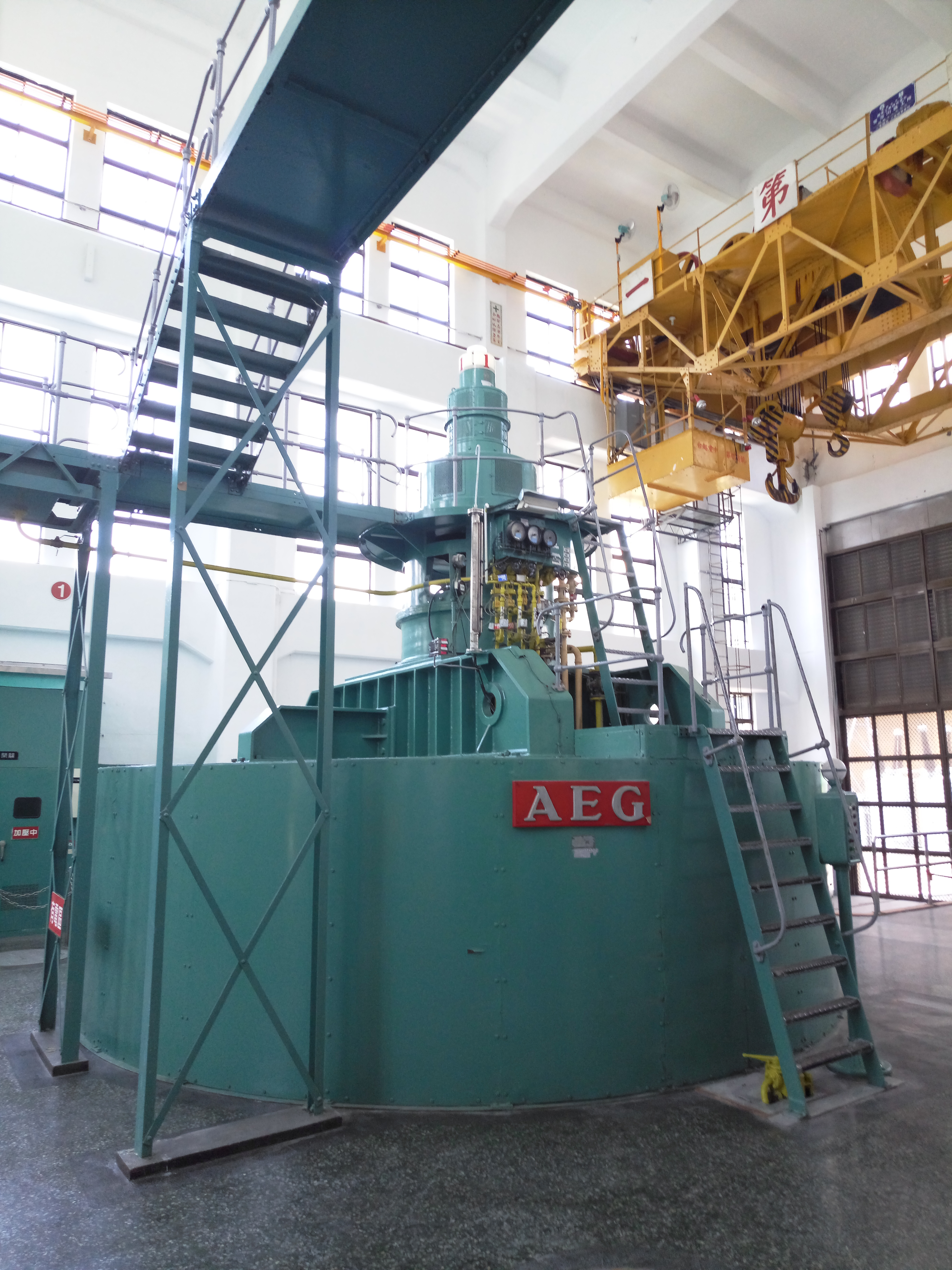
鉅工分廠1號發電機外觀
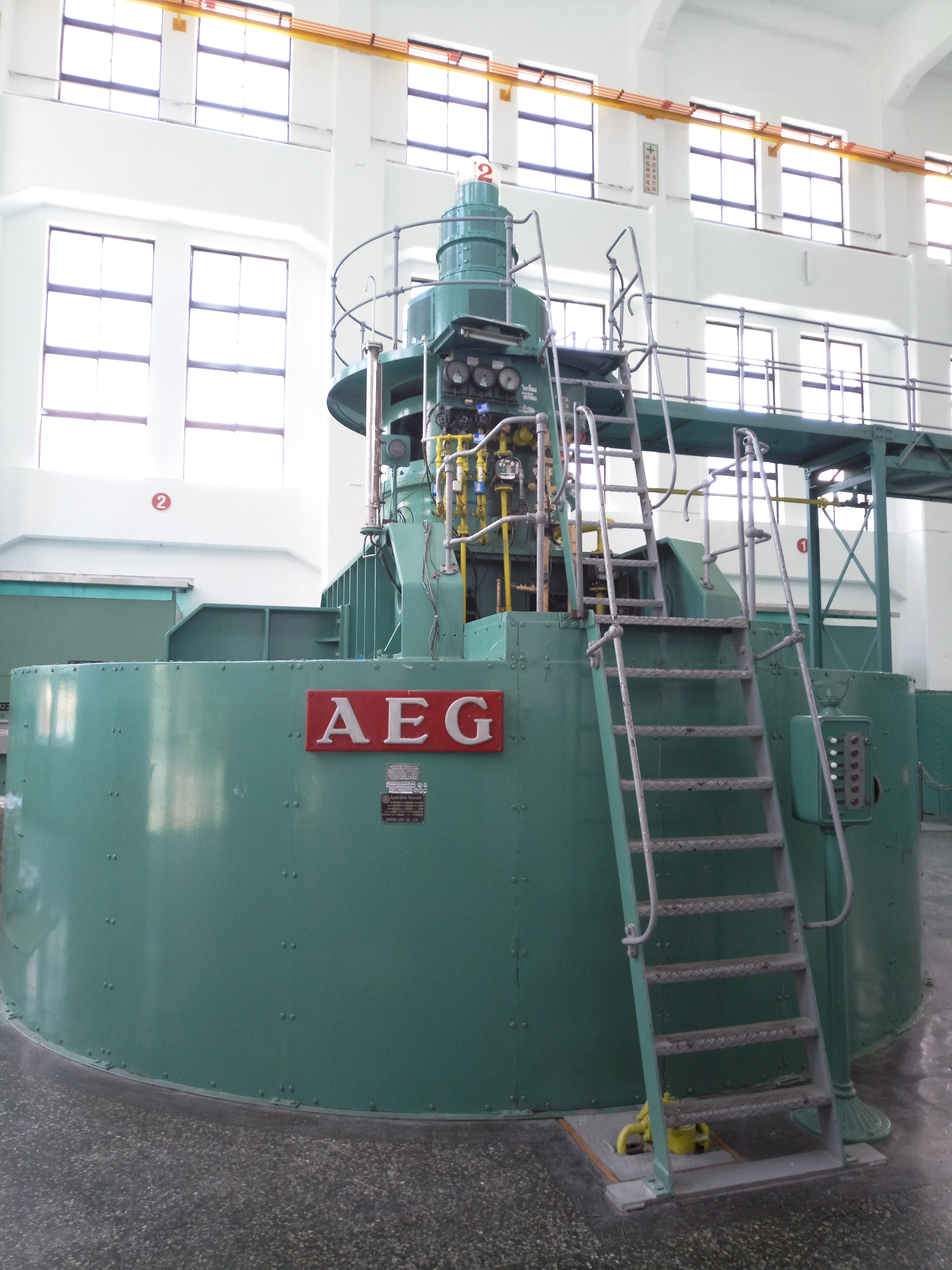
鉅工分廠2號發電機
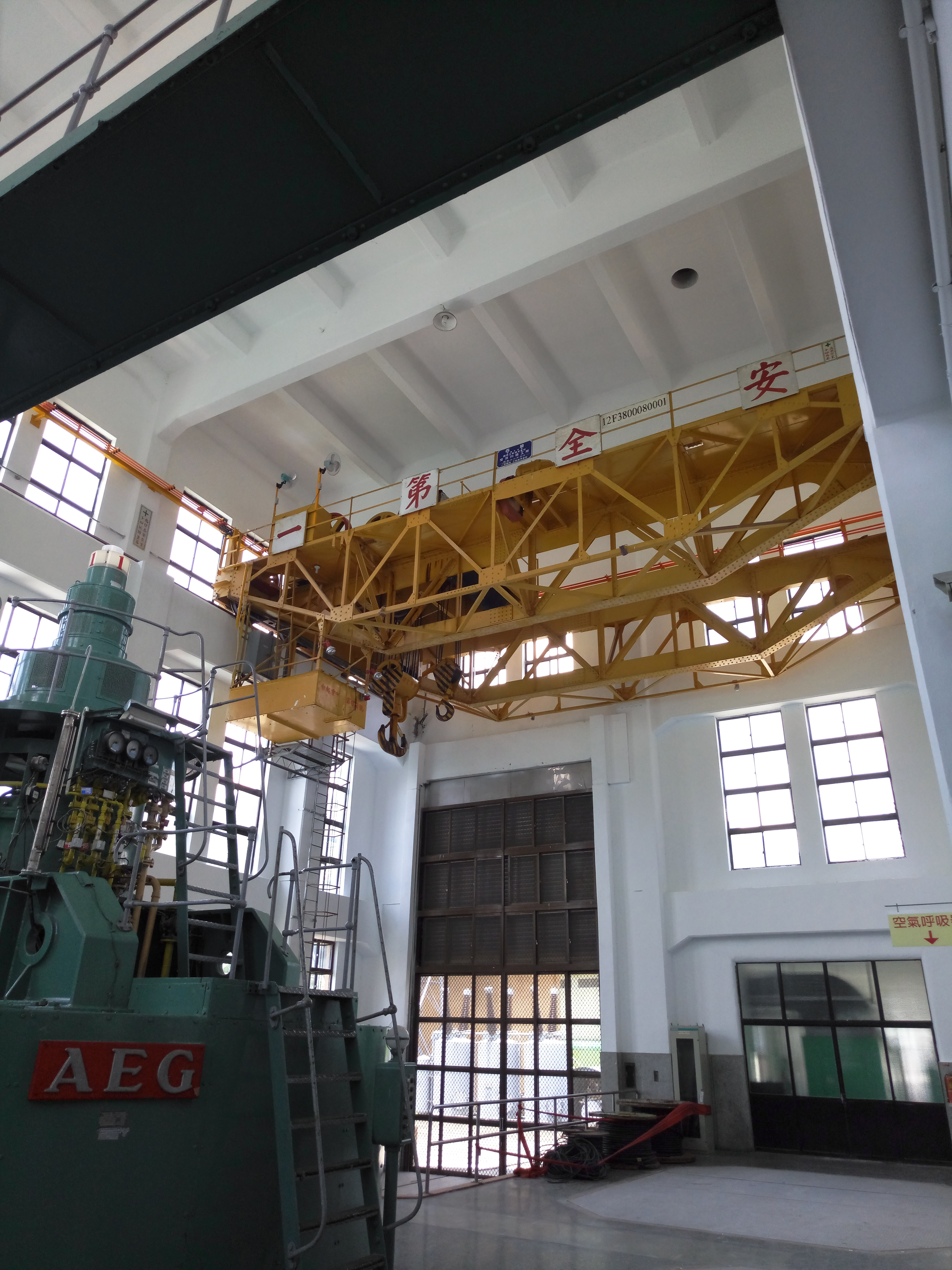
鉅工分廠廠房內的起重機，可在機組大修時將發電機轉子吊掛起
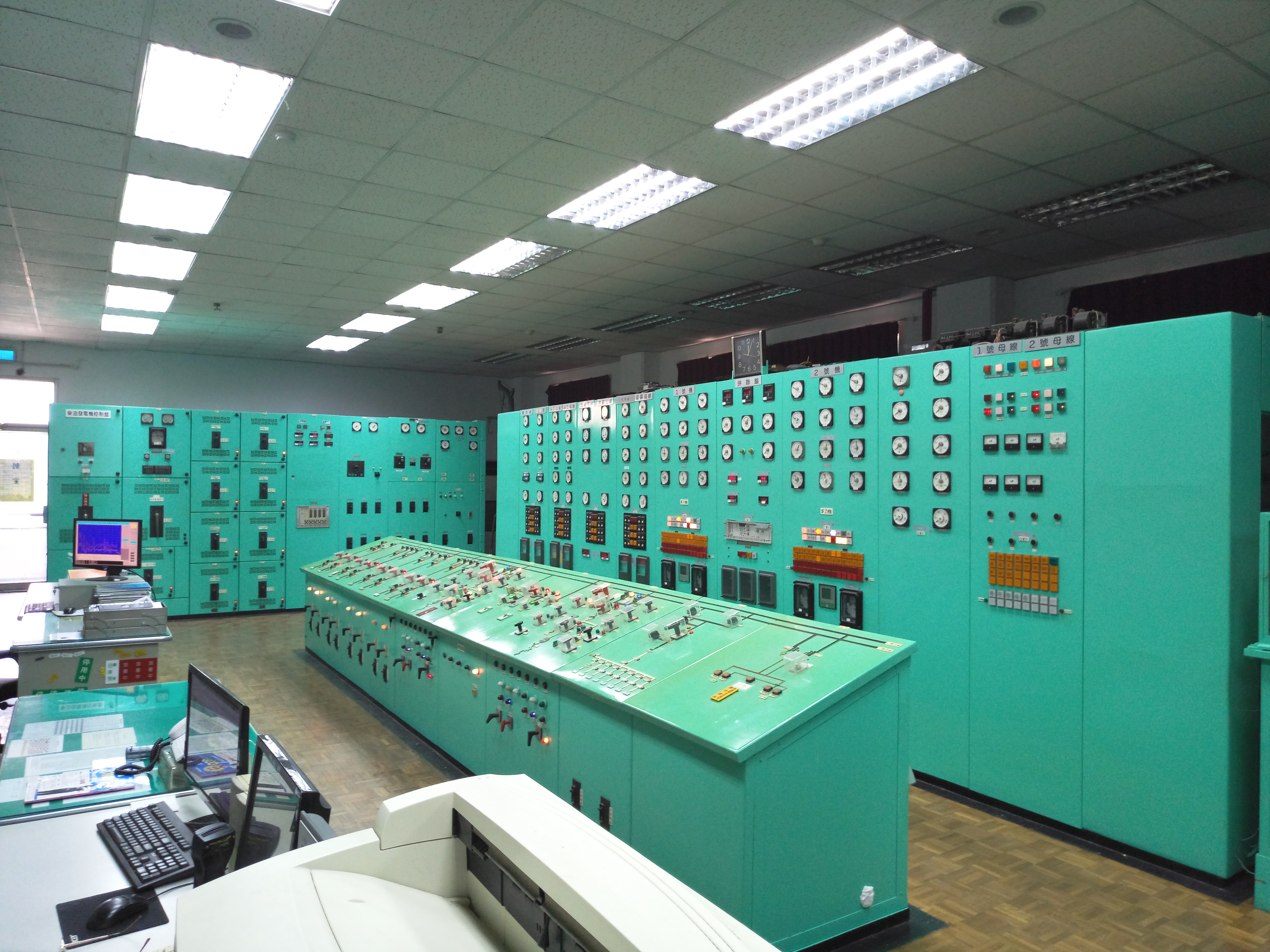
鉅工分廠控制室，目前控制室因開關場需人工控制，因此僅剩一人留守，待新GIS開關廠完工後，預計將撤離人員至明潭發電廠廠本部
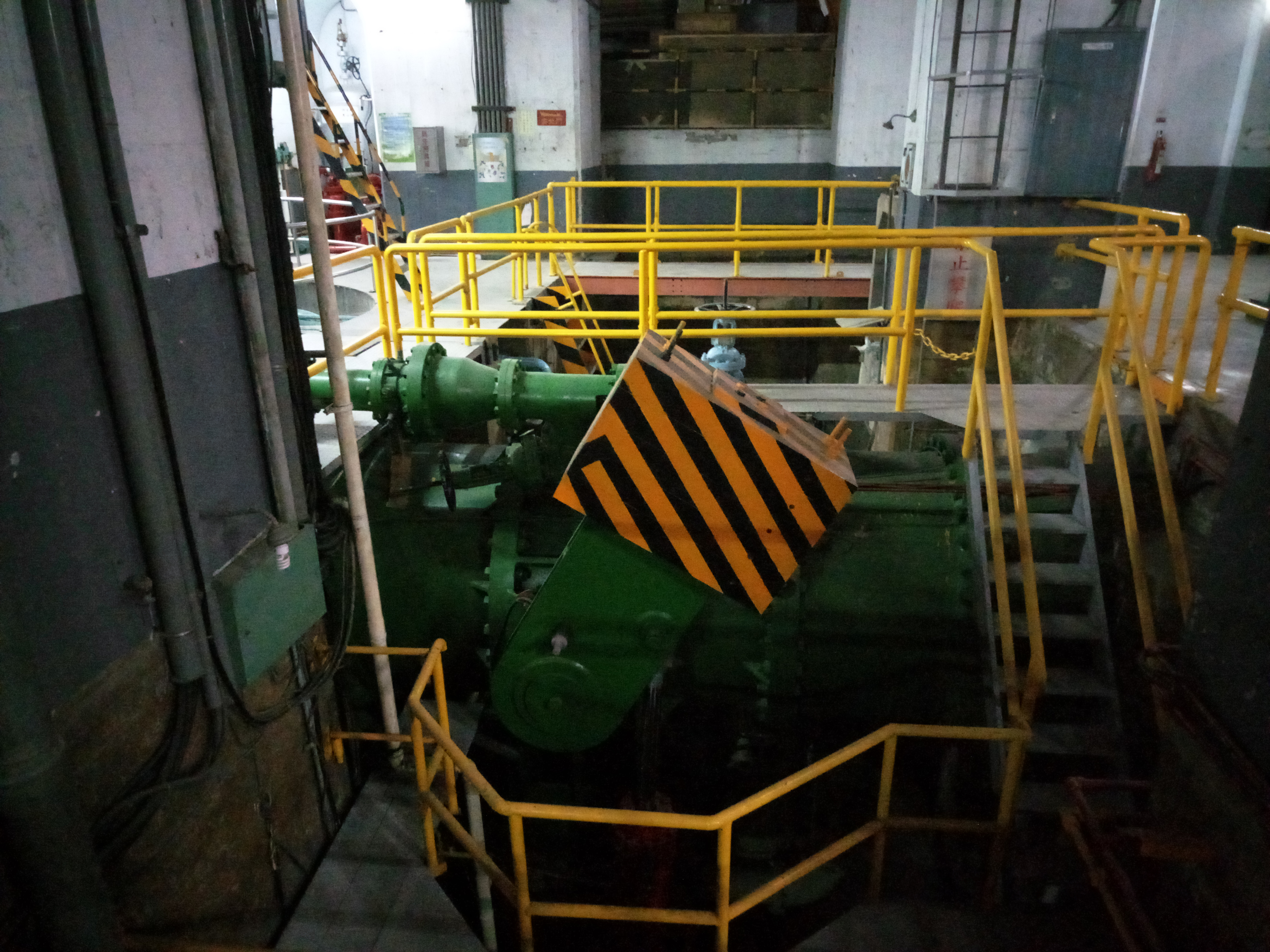
鉅工分廠水輪機主閥重槌，停機時重槌是垂下狀態
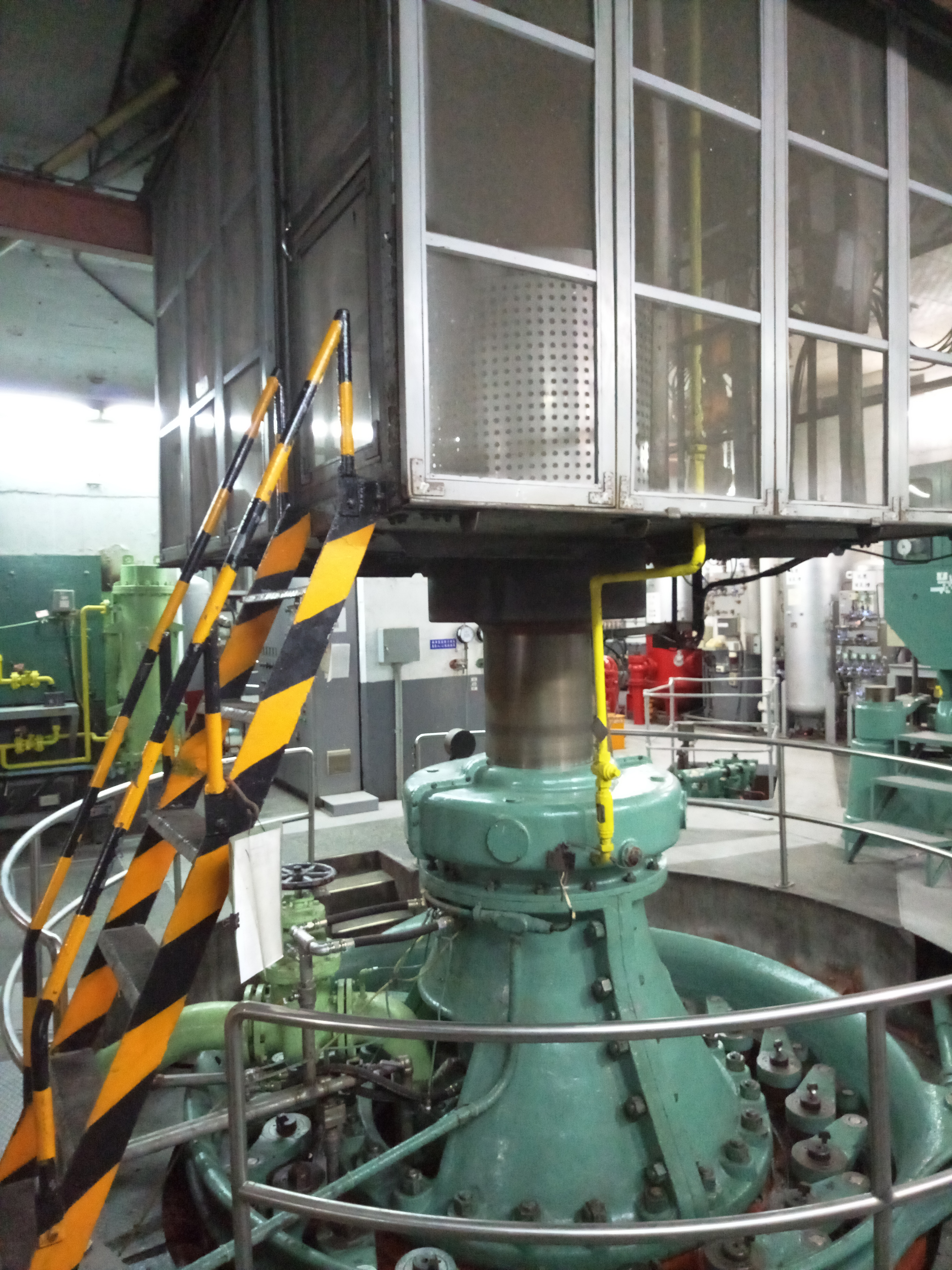
鉅工分廠一號水輪機水車室，下面是水輪機，上面是發電機
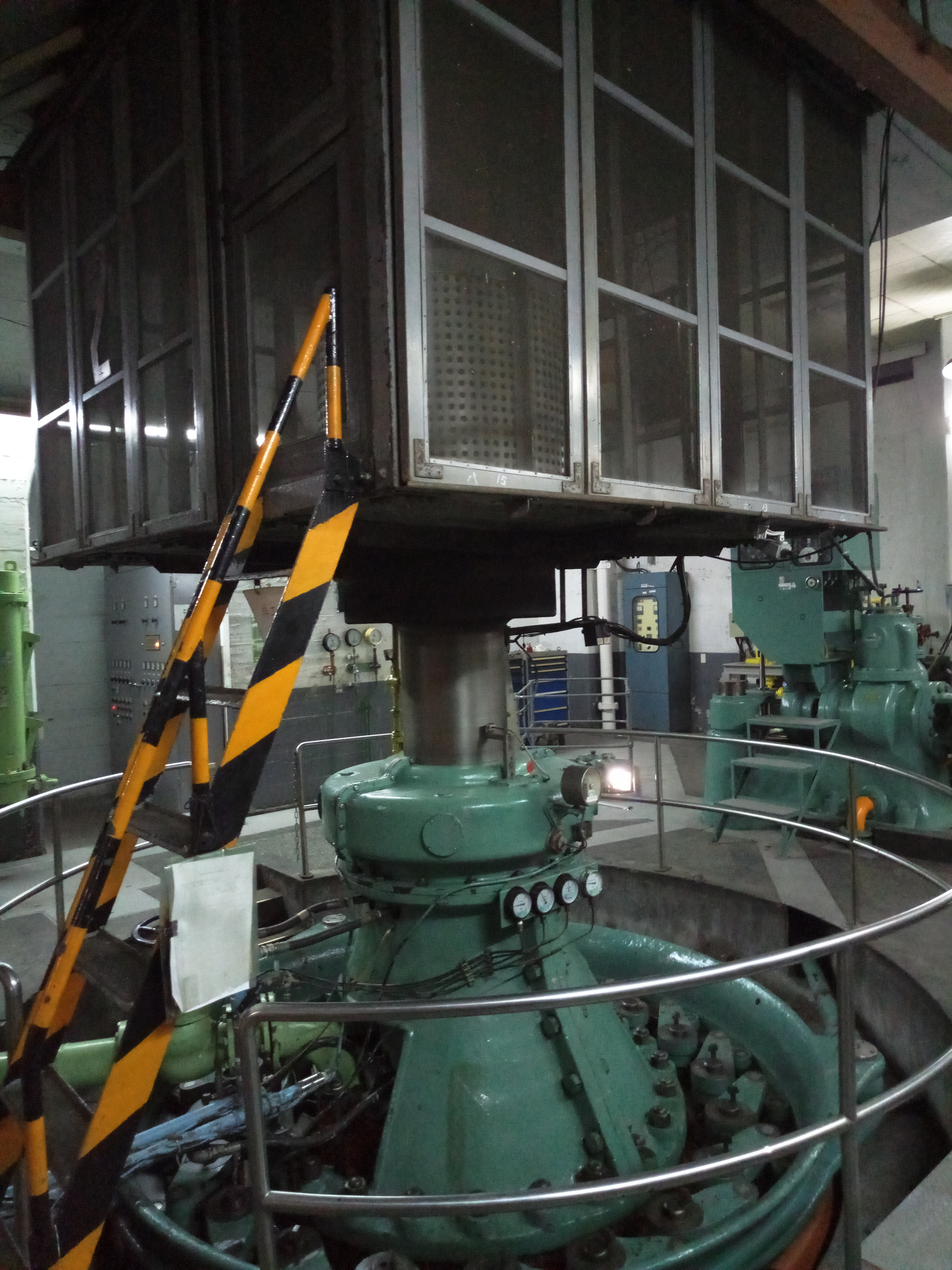
鉅工分廠二號水輪機水車室，下面是水輪機，上面是發電機
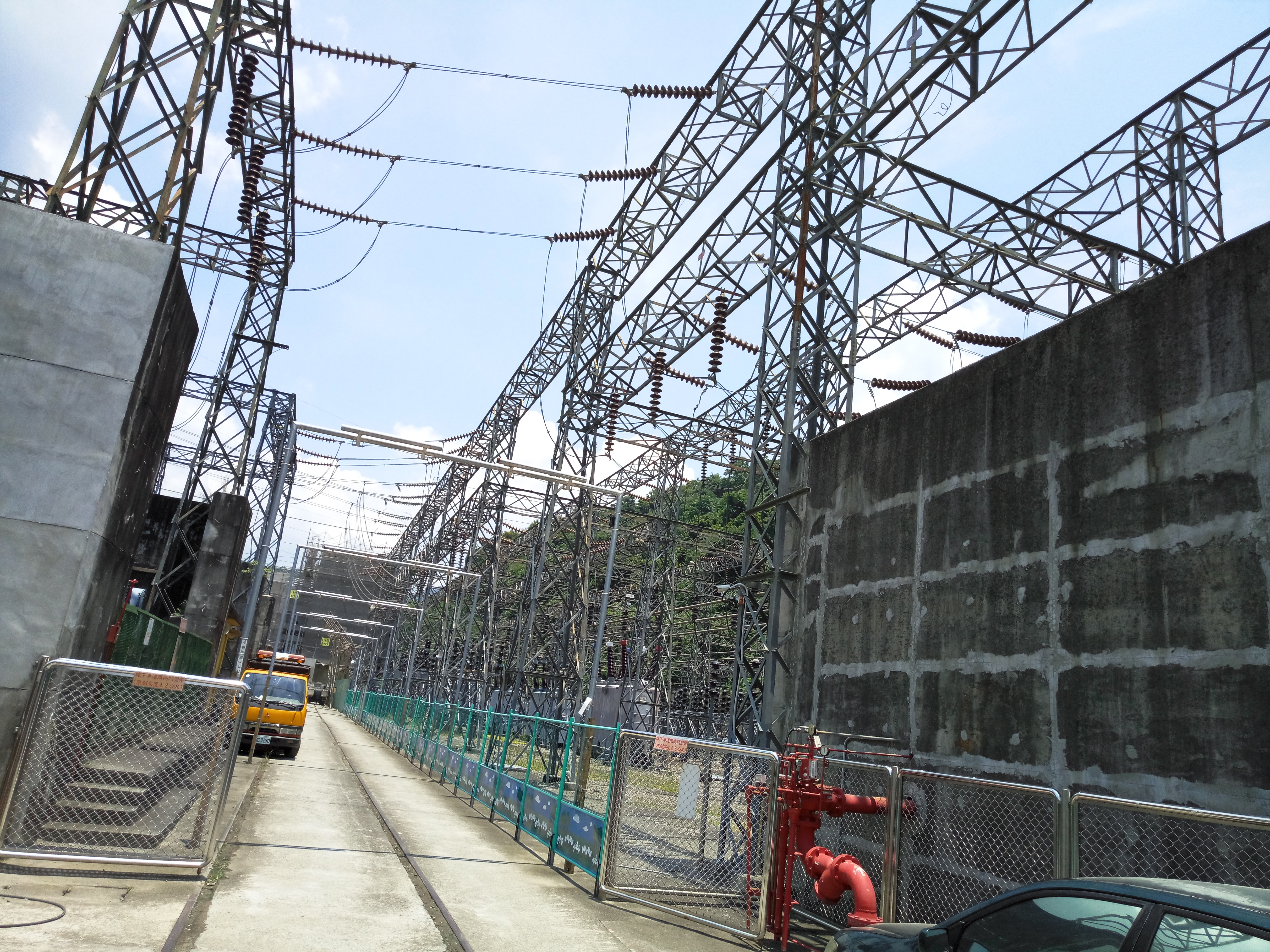
鉅工分廠開關場，待新GIS開關場完工後，舊開關場將廢除
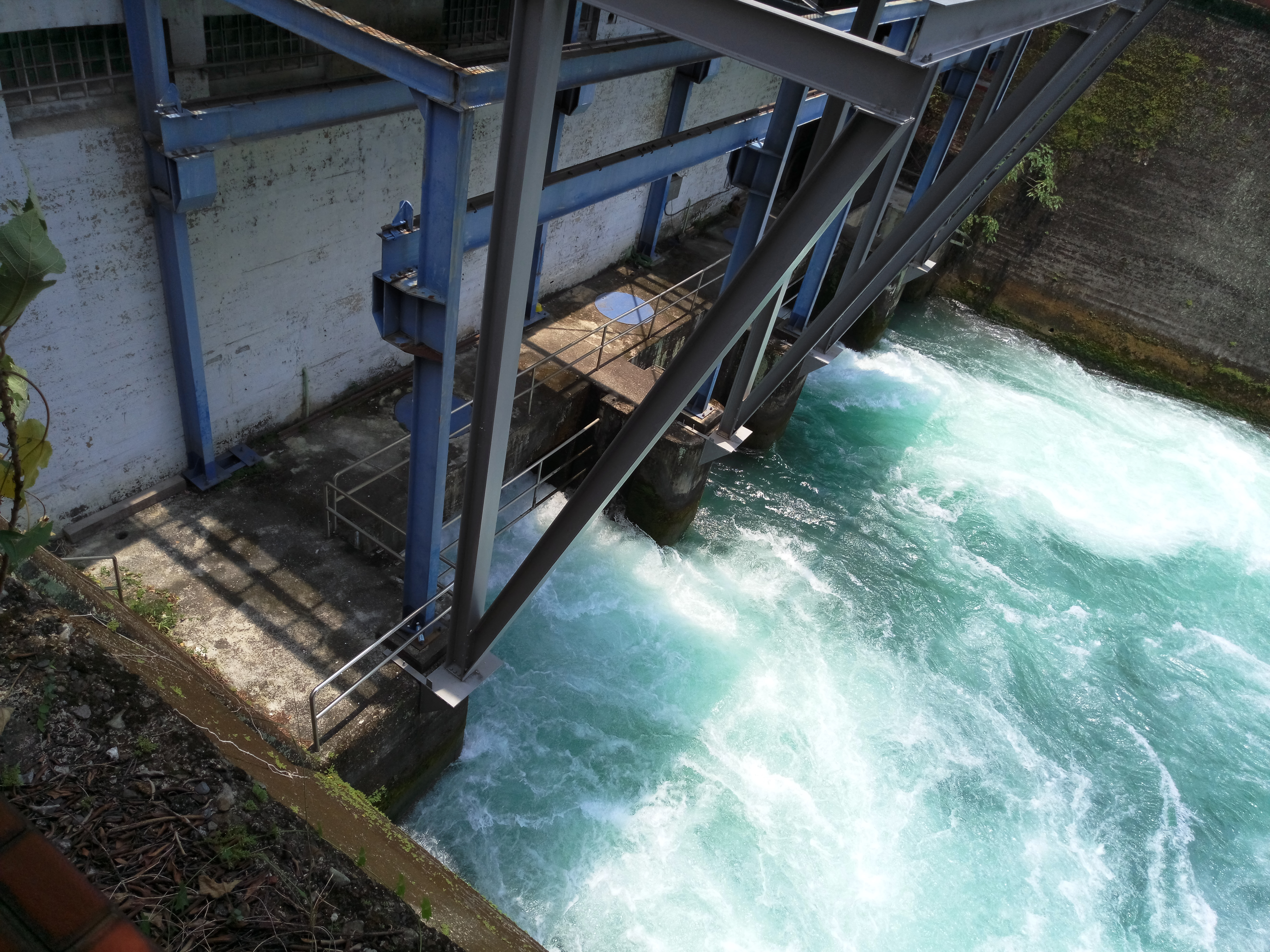
鉅工分廠發電後尾水出口，排放回水里溪

## 外部連結
- （繁體中文）台灣電力公司 - 明潭發電廠 （页面存档备份，存于）